# Gewone staartspin
De gewone staartspin (Textrix denticulata) is een spinnensoort uit de familie trechterspinnen.
Beide geslachten zijn 6 tot 7 mm groot. Deze spin heeft een opvallende lichte middenstreep op het kopborststuk en een karakteristieke achterlijfstekening. Leeft wijdverspreid op zonnige velden en boomstammen in Europa.